# 檀江街道
檀江乡，是中华人民共和国湖南省邵陽市大祥区下辖的一个乡镇级行政单位。

## 行政区划
檀江乡下辖以下地区：
曾桥村、永兴村、清风村、沉水村、台上村、高山村、檀江村、六甲村、木石村、荷叶村、东风村、新塘村、丰行村、茶元村、月塘村、多田村、大塘村和双江村。